# Kaciurivka, Bârzula
Kaciurivka (în ucraineană Качурівка) este un sat în comuna Cuialnic din raionul Bârzula, regiunea Odesa, Ucraina.

## Demografie
Componența lingvistică a localității Kaciurivka
     Ucraineană (89,13%)
     Română (7,2%)
     Rusă (2,91%)
     Alte limbi (0,46%)
Conform recensământului din 2001, majoritatea populației localității Kaciurivka era vorbitoare de ucraineană (89,13%), existând în minoritate și vorbitori de română (7,2%) și rusă (2,91%).